# 埃本塞爾 (下奧地利州)
埃本塞爾是奥地利下奥地利州根瑟恩多夫县的一个市镇。总面积18.14平方公里，总人口842人，人口密度46.4人/平方公里（2012年）。